# António Correia Baharem
António Correia Baharem (c. 1487/1488 - 1566) foi um militar português que se notabilizou pelos seus feitos militares e diplomáticos no Índico, onde granjeou fama que lhe permitiu adicionar ao seu apelido Correia, em honra do local da sua maior vitória, o sobrenome Baharem.

## Família
António Correia era filho de Aires Correia e de sua mulher Beatriz de Almada. Aires Correia, Cavaleiro da Casa Real, foi Feitor na Armada de Pedro Álvares Cabral - a qual, na sua passagem, havia descoberto o Brasil - com o objetivo de instalar uma Feitoria Portuguesa na Índia, onde morreu a 16 ou 17 de Dezembro de 1500 na sequência dos confrontos que deflagraram em Calecut e que impediram a instalação da mencionada Feitoria, nos quais foram mortos vários outros portugueses.

## Biografia
Acompanhou o pai na sua viagem à Índia, tendo sobrevivido aos confrontos nos quais ele morrera. Em 1510 esteve presente numa Armada dirigida a Safim, no Norte de África, e em 1512 na Defesa de Goa. Terá regressado a Portugal antes de em 1518 haver retomado as suas atividades no Oriente, no ano em que seu primo Diogo Lopes de Sequeira foi nomeado 4.º Governador da Índia (1518-1522) e em que, a si e a seu irmão Aires Correia, foi concedida uma Licença Régia que lhes permitia comerciar dois quintais de marfim, cuja transação era monopólio da Coroa.
Regressando à Índia, onde muito se distinguiria, foi brevemente nomeado Capitão Substituto da Fortaleza de Cochim, cujo Comandante efetivo era Aires da Silva. Daqui partiu em Maio de 1519 numa expedição militar, comercial e diplomática no Índico Oriental, ao comando duma pequena Armada, seguindo rumo a Malaca, a qual se encontrava cercada em virtude dos repetidos ataques das forças do Sultão Malaio Mahmud, ao qual a cidade havia sido conquistada oito anos antes, aliviando-a do cerco. Prosseguiu rumo ao Reino do Pegu em missão diplomática, obtendo a aliança do seu Soberano, cujo apoio era essencial para permitir o abastecimento de Malaca, onde conseguiu regressar com mantimentos e ao comando dum ataque bem sucedido às forças malaias sitiantes, forçando-as a retirar e destruíndo no processo a Fortaleza de Pago.
Regressou à Índia no início de 1521, acompanhando o seu primo Governador na tentativa fracassada de instalar uma Fortaleza em Diu. Retirando, a Armada Portuguesa dirigiu-se para o Reino Vassalo de Ormuz para aí passar o Inverno. Por essa altura, Ormuz enfrentava a sublevação do Reino Tributário do Barém. Como forma de auxiliar Ormuz e, ao mesmo tempo, afirmar a autoridade do Reino de Portugal, foi enviada uma expedição, cuja Frota era liderada por António Correia como seu Capitão-Mor. Essa expedição conseguiu debelar a revolta numa Batalha ocorrida a 27 de Junho de 1521 em cujo combate ele ficou ferido mas no qual foi morto o próprio Rei de Barém, contra o qual pelejou, obrou grandes façanhas e o qual venceu. Embora Diogo Lopes de Sequeira tivesse sido substituído como Governador nesse ano, António Correia permaneceu em Chaul com o posto de Capitão-do-Mar, derrotando o ataque duma Armada Guzerate mas, no final do ano, acabou por resolver regressar em definitivo ao Reino.
Em Portugal permaneceu ligado às questões orientais e foi Membro do Conselho reunido por D. João III de Portugal para debater a disputa com Espanha acerca da posse das Molucas. Já depois de casar, manteve a sua atividade militar e comandou diversas Armadas nas Costas Portuguesa e Marroquina, entre 1532 e 1542. Em resultado da sua atividade, acumulou, ao longo de décadas, um vasto património imobiliário, quer por Concessão Régia, quer por heranças familiares de valor considerável, somando-se-lhes as mercês concedidas pela Coroa, como foram os casos da Comenda de Santa Maria de Ulme, em 1558, e do Hábito de Cavaleiro da Ordem de Cristo, em 1564.
Pela sua vitória no Barém, D. João III, por Carta de 14 de Janeiro de 1540, lhe acrescentou o sobrenome e suas Armas, que ficaram assim constituídas: esquartelado, o 1.º de vermelho, com uma cabeça de mouro, cortada, fotada de prata e coroada de ouro, o 2.º e o 3.º de vermelho, com uma águia de negro, estendida, armada e membrada de ouro, e um escudete de ouro, fretado de seis peças de vermelho, brocante sobre o corpo da águia (Correia de Aguiar), o 4.º contra-esquartelado, o 1.º e o 4.º de azul, com uma cruz potenteia e vazia de ouro (Teixeira), o 2.º e o 3.º de verde, com cinco flores de lis de ouro, postas em sautor (da Mota); timbre: um braço armado de prata, com a cabeça dum mouro pendurada pela fota. Seus descendentes se apelidaram Correia Baharem ou Correia Barém.
Faleceu já de avançada idade, com cerca de 78 ou 79 anos.

## Casamento e descendência
Casou com Isabel de Castro, filha de Gonçalo Vaz de Azevedo, Desembargador do Paço do Rei D. Manuel I de Portugal, 2.º Senhor de Ponte de Sor e 1.º Alcaide-Mor do Castelo de Sintra na sua linhagem, e de sua mulher D. Leonor de Castro ou de Meneses, da qual teve cinco filhos e filhas.